# Coupe de France de futsal 2022-2023
Navigation
2021-2022 2023-2024
La Coupe de France de futsal 2022-2023 est la vingt-huitième édition (29e d'après la FFF) de la compétition. La compétition se déroule en France entre février et mai 2023 pour sa phase nationale. L'épreuve porte le nom de « trophée Michel-Muffat-Joly » en hommage à l’ancien chef de délégation de l'Équipe de France de futsal disparu en 2020.

## Organisation
La Fédération française de football compte cette édition 2022-2023 comme la vingt-neuvième,,, malgré l'édition 2021-2022 « annulée en raison de la crise sanitaire liée au coronavirus ».

### Participants
Les clubs disputant le Championnat de France Futsal de Division 1 ou Division 2, ainsi que les clubs participant aux championnats supérieurs de Ligue (généralement appelé Régional 1 Futsal) ont l’obligation de participer à la Coupe Nationale Futsal.
Chaque Ligue régionale de football dispose d'au moins un qualifié pour la phase nationale et sept au maximum, en plus d'éventuels clubs de Division 1 exempts de l'épreuve éliminatoire. La Commission d’Organisation arrête le nombre d’équipes qualifiées par Ligue pour la Compétition propre à partir du nombre d’équipes engagées la saison précédente et le communique aux Ligues régionales avant le 20 juillet 2022.
Les dix clubs de Division 1 font leur entrée dans la compétition au stade des 32es de finale. Les clubs de D2 entrent en lice pour les finales régionales (organisés par chaque ligue régionale).

### Format
Chaque Ligue régionale de football organise son épreuve éliminatoire pour déterminer le nombre de clubs qualifiés dont elle dispose. Les rencontres peuvent se disputer par élimination directe ou sous forme de tournois de quatre équipes ou plus réparties en plusieurs groupes. Les clubs de Division 2 nationale font leur entrée en lice lors des finales régionales,.
Après la phase éliminatoire régionale, la phase nationale appelée compétition propre débute le 21 janvier 2023 avec les trente-deuxièmes de finale. Les clubs de Division 1 nationale font leur entrée en lice lors de ce tour. La compétition se joue en tournoi à élimination directe. Pour les 32es de finale, les soixante-quatre clubs qualifiés sont répartis en quatre poules géographiques, définis par la Commission d’organisation, et à l’intérieur desquels les adversaires sont tirés au sort. À partir des huitièmes de finale, un tirage au sort intégral est effectué.
Toutes les rencontres sont disputées sur le terrain du club tiré au sort en premier. Toutefois, dans le cas où le deuxième club tiré se situe à un niveau géographique inférieur à son adversaire (national, régional et départemental), le match est fixé sur son terrain.
| Phase                                  | Tour               | Date                      | Participants            |
| -------------------------------------- | ------------------ | ------------------------- | ----------------------- |
| Épreuve éliminatoire (phase régionale) | Tours régionaux    | selon Ligues régionales   | selon Ligues régionales |
| Épreuve éliminatoire (phase régionale) | Finales régionales | dimanche 18 décembre 2022 | 87 + 19 D2              |
| Compétition propre (phase nationale)   | 32es de finale     | samedi 21 janvier 2023    | 53 + 11 D1              |
| Compétition propre (phase nationale)   | 16es de finale     | samedi 18 février 2023    | 32                      |
| Compétition propre (phase nationale)   | 8es de finale      | samedi 11 mars 2023       | 16                      |
| Compétition propre (phase nationale)   | Quarts de finale   | samedi 8 avril 2023       | 8                       |
| Compétition propre (phase nationale)   | Demi-finales       | samedi 20 mai 2023        | 4                       |
| Compétition propre (phase nationale)   | Finale             | dimanche 11 juin 2023     | 2                       |

## Phase finale

### 32esde finale
Sept clubs de D2 sont éliminés dès leur entrée en lice lors des finales régionales.

Les onze clubs de Division 1 complètent les 55 équipes qualifiées des finales régionales qui prennent part aux 32es de finale joués le samedi 21 janvier 2023. Le GSI Pontivy (2D District Morbihan) est le Petit Poucet de la compétition pour sa première participation au niveau national.
| Groupe | Date            | Heure | Domicile                            | Score                | Extérieur                            |
| ------ | --------------- | ----- | ----------------------------------- | -------------------- | ------------------------------------ |
| A      | 21 janvier 2023 | 15h00 | La Bassée Futsal (R1)               | 9 - 4                | Le Havre Caucriauville (R1)          |
| A      | 21 janvier 2023 | 16h00 | Denain Futsal Club (R2)             | 5 - 5 (8 - 9 t.a.b.) | SU Dives-Cabourg (R1)                |
| A      | 21 janvier 2023 | 17h30 | Pont Deule Futsal (R1)              | 10 - 7               | CA Saint-Georges (1D District)       |
| A      | 21 janvier 2023 | 17h30 | Attainville Futsal (R2)             | 5 - 4                | AS Avion (D2)                        |
| A      | 21 janvier 2023 | 18h00 | Mouvaux Lille Métropole Futsal (D1) | 7 - 3                | Neuilly FC 92 (R1)                   |
| A      | 21 janvier 2023 | 18h30 | Orléans Futsal (R1)                 | 9 - 4                | AC Ajaccio (D2)                      |
| A      | 21 janvier 2023 | 20h20 | ES parisienne (1D District)         | 3 - 7                | Paris ACASA (D1)                     |
| A      | 22 janvier 2023 | 16h00 | USL Dunkerque (R1)                  | 1 - 6                | Béthune Futsal (D1)                  |
| B      | 21 janvier 2023 | 14h30 | Sorcy Void Vacon                    | 3 - 4 a.p.           | Sporting Strasbourg Futsal (R1)      |
| B      | 21 janvier 2023 | 15h00 | Aulnay Futsal (R2)                  | 5 - 5 (4 - 3 t.a.b.) | Kremlin-Bicêtre (D1)                 |
| B      | 21 janvier 2023 | 15h00 | Helesmes Futsal (R1)                | 1 - 2                | Kingersheim Futsal (D1)              |
| B      | 21 janvier 2023 | 16h00 | Creil Futsal (R2)                   | 2 - 4                | Sporting Club de Paris (D1)          |
| B      | 21 janvier 2023 | 16h00 | Sengol Futsal 77 (D2)               | 4 - 5                | Reims Métropole Futsal (D2)          |
| B      | 21 janvier 2023 | 16h00 | SC Lure (R1)                        | 6 - 7                | Garges Djibson (D2)                  |
| B      | 21 janvier 2023 | 17h30 | Sporting Futsal Berhen (R1)         | 2 - 2 (4 - 2 t.a.b.) | US Créteil Futsal (R1)               |
| B      | 22 janvier 2023 | 16h00 | AS Ludres (1D District)             | 1 - 8                | Collectif Futsal Colmar (R1)         |
| C      | 21 janvier 2023 | 15h10 | Amateur Lyon Fidésien (R1)          | 12 - 5               | US Quint Fonsegrives (R1)            |
| C      | 21 janvier 2023 | 17h00 | Saint-Max Futsal (1D District)      | 4 - 2                | FC Limonest-Dardilly (R1)            |
| C      | 21 janvier 2023 | 17h30 | Issole futsal club (R1)             | 0 - 12               | Toulon Élite Futsal (D1)             |
| C      | 21 janvier 2023 | 17h30 | Montbéliard Belfort FC (R1)         | 2 - 9                | UJS Toulouse (D1)                    |
| C      | 21 janvier 2023 | 20h00 | Minots de Marseille (R1)            | 7 - 7 (1 - 3 t.a.b.) | Plaisance-Pibrac Futsal (D2)         |
| C      | 21 janvier 2023 | 20h00 | Besançon Académie Futsal (R1)       | 2 - 10               | Elsass Pfastatt Futsal (D2)          |
| C      | 22 janvier 2023 | 15h00 | AS Saint-Priest (R1)                | 9 - 3                | Montpellier Méditerranée Futsal (D2) |
| C      | 22 janvier 2023 | 16h00 | Vénissieux Football Club (R1)       | 3 - 10               | GOAL Futsal Club (D2)                |
| D      | 19 janvier 2023 | 20h00 | CPB Bréquigny (R2)                  | 1 - 10               | Étoile lavalloise (D1)               |
| D      | 20 janvier 2023 | 21h00 | Stade plabennécois (1D District)    | 6 - 12               | Pac-Football Plouzane (R1)           |
| D      | 21 janvier 2023 | 14h30 | Pessac FC (D2)                      | 5 - 7                | Marcouville CCP (D1)                 |
| D      | 21 janvier 2023 | 16h00 | Association nantaise Futsal (R1)    | 12 - 4               | Pauillac St-Laurent (R1)             |
| D      | 21 janvier 2023 | 16h00 | GSI Pontivy (2D District)           | 6 - 6 (2 - 3 t.a.b.) | TA Rennes Futsal (R1)                |
| D      | 21 janvier 2023 | 16h00 | AJ aulnaysienne (R1)                | 0 - 3                | Nantes Doulon Futsal (D2)            |
| D      | 21 janvier 2023 | 17h30 | L’Ile d’Elle (R2)                   | 8 - 4                | Le Mans FC (R1)                      |
| D      | 22 janvier 2023 | 17h00 | Nantes Métropole (D1) T             | 11 - 5               | Hérouville Futsal (D2)               |

### 16esde finale
Le tirage au sort des 16es de finale a eu lieu le mercredi 25 janvier 2023.
Le seul représentant de District, de Saint-Maximin-la-Sainte-Baume, se qualifie après prolongations contre l’AS Saint-Priest (7-5). Le Saint-Max Futsal devient le premier club de niveau départemental à se qualifier pour les huitièmes de finale dans l’histoire de la compétition. Plusieurs écart de division sont dépassés : la TA Rennes (R1) domine Nantes Doulon Bottière (D2), Attainville (R2) face à La Bassée (R1) et Pfastatt (D2) contre Kingersheim (D1).
| Date            | Heure | Domicile                       | Score    | Extérieur                |
| --------------- | ----- | ------------------------------ | -------- | ------------------------ |
| 18 février 2023 | 15h   | Rennes TA (R1)                 | 5 - 2    | Nantes Doulon B.F (D2)   |
| 18 février 2023 | 15h45 | ALF Futsal (R1)                | 5 - 7    | Toulon Élite Futsal (D1) |
| 18 février 2023 | 16h   | Orléans Futsal (R1)            | 3 - 5 ap | Reims Métropole (D2)     |
| 18 février 2023 | 16h   | Saint-Max Futsal (1D District) | 7 - 5 ap | AS Saint-Priest (R1)     |
| 18 février 2023 | 16h   | Aulnay Futsal (R2)             | 2 - 4    | GOAL Futsal Club (D2)    |
| 18 février 2023 | 16h   | A. nantaise Futsal (R1)        | 2 - 5    | Sporting Paris (D1)      |
| 18 février 2023 | 17h30 | Attainville Futsal C. (R2)     | 3 - 0    | AS basséenne (R1)        |
| 18 février 2023 | 17h30 | Elsass Pfastatt (D2)           | 4 - 1    | FC Kingersheim (D1)      |
| 18 février 2023 | 17h30 | UJS Toulouse (D1)              | 6 - 0    | Plaisance All Stars (D2) |
| 18 février 2023 | 17h30 | L’Île D’Elle Chaille (R2)      | 3 - 9    | Garges Djibson (D2)      |
| 18 février 2023 | 18h   | SU Dives Cabourg (R1)          | 3 - 11   | Mouvaux LMF (D1)         |
| 18 février 2023 | 18h   | Sporting Strasbourg (R1)       | 3 - 9    | FC béthunois (D1)        |
| 18 février 2023 | 18h   | Collectif F. Colmar (R1)       | 7 - 6 ap | S. Futsal Behren (R1)    |
| 18 février 2023 | 20h   | Pont Deule Futsal (R1)         | 0 - 6    | Paris ACASA (D1)         |
| 18 février 2023 | 20h   | Plouzané ACF (R1)              | 1 - 14   | Nantes MF T (D1)         |
| 18 février 2023 | 20h45 | Marcouville City CP (D1)       | 3 - 5    | Étoile lavalloise (D1)   |

### 8esde finale
Le tirage au sort des 8es de finale a lieu le mercredi 22 février 2023.
Les huitièmes de finale de la coupe nationale Futsal ne réservent pas de surprises. Le petit poucet Saint-Max Futsal (District) est battu contre l’UJS Toulouse après avoir pourtant mené au score après trois buts lors des quatre premières minutes de jeu (3-1, 4′), mais craque dans les dix dernières minutes (4-9). Les clubs régionaux sont tous éliminés.
| Date         | Heure | Domicile                     | Score            | Extérieur                   |
| ------------ | ----- | ---------------------------- | ---------------- | --------------------------- |
| 11 mars 2023 | 15h   | Saint-Max Futsal (dép.1)     | 4 - 9            | UJS Toulouse (D1)           |
| 11 mars 2023 | 16h   | Rennes TA (R1)               | 0 - 4            | Sporting Paris (D1)         |
| 11 mars 2023 | 16h   | GOAL Futsal Club (D2)        | 4 - 1            | Elsass Pfastatt Futsal (D2) |
| 11 mars 2023 | 16h   | Nantes Métropole Futsal (D1) | 3 - 0 tapis vert | Garges Djibson ASC (D2)     |
| 11 mars 2023 | 16h15 | Paris ACASA (D1)             | 1 - 5            | Étoile lavalloise (D1)      |
| 11 mars 2023 | 17h   | CF Colmar (R1)               | 2 - 5            | Mouvaux Lille MF (D1)       |
| 11 mars 2023 | 17h30 | Attainville Futsal (R2)      | 4 - 7            | Futsal Club béthunois (D1)  |
| 11 mars 2023 | 18h30 | Toulon Élite Futsal (D1)     | 6 - 1            | Reims Métropole Futsal (D2) |

### Quarts de finale
Le tirage au sort des Quarts de finale aura lieu le mardi 14 mars 2023.
| Date         | Heure | Domicile                   | Score                | Extérieur                    |
| ------------ | ----- | -------------------------- | -------------------- | ---------------------------- |
| 8 avril 2023 | 16h   | Sporting Paris (D1)        | 5 - 1                | Nantes Métropole Futsal (D1) |
| 8 avril 2023 | 16h   | GOAL Futsal Club (D2)      | 2 - 6                | Étoile Lavalloise (D1)       |
| 8 avril 2023 | 16h   | Mouvaux Lille MF (D1)      | 3 - 2                | UJS Toulouse (D1)            |
| 8 avril 2023 | 20h   | Futsal Club Béthunois (D1) | 3 - 3 (1 - 3 t.a.b.) | Toulon Élite Futsal (D1)     |

### Demi-finales
Le tirage au sort des demi-finales a lieu le mardi 14 mars 2023, en même-temps que celui des quarts de finale. Les quatre clubs qualifiés en demi-finales évoluent tous en première division nationale et sont issus d'une Ligue régionale différente : Hauts-de-France (Mouvaux Lille Métropole Futsal), Méditerranée (Toulon Élite Futsal), Paris Île-de-France (Sporting Paris), Pays de la Loire (Étoile lavalloise).
À la suite d'un décès dans les rangs nordistes et à la suspension de plusieurs joueurs, Mouvaux se déplace avec son équipe réserve chez l'Étoile lavalloise. Une demande de jouer en semaine est refusée car l’Espace Mayenne de Laval n’est pas disponible. Les locaux font respecter leur statut de favoris (17-0).
| demi-finale 1     | Étoile lavalloise | 17 – 0  | Mouvaux Lille MF | | |
| 20 mai 2023 16h00 | El Mesrar 1re 10e 24e 26e 28e 29e 37e · B. Bakkali 3e 22e · Mohammed 5e 14e 26e · Amzil 6e 35e · Kaique Ivo 12e · Milo Morice 38e · Thomas Lemarié 40e | (7 – 0) |                  | Salle Mayenne, Laval Arbitrage : Tristan Danielle Arbitres assistants : El Houcine Maatoui et Jonathan Presse | Salle Mayenne, Laval Arbitrage : Tristan Danielle Arbitres assistants : El Houcine Maatoui et Jonathan Presse |
| 20 mai 2023 16h00 | rapport |         |                  | Salle Mayenne, Laval Arbitrage : Tristan Danielle Arbitres assistants : El Houcine Maatoui et Jonathan Presse | Salle Mayenne, Laval Arbitrage : Tristan Danielle Arbitres assistants : El Houcine Maatoui et Jonathan Presse |

Le Sporting Club de Paris s'impose à Toulon (6-1) et se qualifie pour la finale de la Coupe nationale.
| demi-finale 2     | Toulon Élite Futsal | 1 – 6   | Sporting Paris                                     | | |
| 20 mai 2023 18h30 | Correa Da Costa 26e | (0 – 3) | 3e 39e Ba · 15e 18e 40e Teixeira · 34e Eder Schade | Palais des sports Jauréguiberry, Toulon Arbitrage : Adrien Crumois Arbitres assistants : Jérémy Deidda et Fadil Darraz | Palais des sports Jauréguiberry, Toulon Arbitrage : Adrien Crumois Arbitres assistants : Jérémy Deidda et Fadil Darraz |
| 20 mai 2023 18h30 | rapport             |         |                                                    | Palais des sports Jauréguiberry, Toulon Arbitrage : Adrien Crumois Arbitres assistants : Jérémy Deidda et Fadil Darraz | Palais des sports Jauréguiberry, Toulon Arbitrage : Adrien Crumois Arbitres assistants : Jérémy Deidda et Fadil Darraz |

### Finale
La finale met aux prises l'Étoile lavalloise, dont c'est la premier finale de Coupe nationale, et le Sporting Paris, recordman de victoires dans la compétition,. La rencontre a lieu le samedi 10 juin à Pessac (ligue Nouvelle Aquitaine, district de Gironde). Elle est co-diffusée par la chaîne TV Sport en France, disponible en clair sur toutes les box, sur la plateforme en ligne Futsal Zone, diffuseur officiel, et sur FFFtv. Les deux clubs s'affrontent de nouveau la semaine suivante, en finale du championnat de France,.
Les Lavallois s'offrent leur première Coupe nationale en dominant le Sporting Paris (2-0),,. Le match est équilibré et il faut attendre la seconde période pour que le score évolue. Soutenu par 200 supporters ayant fait le déplacement, les Mayennais trouvent l’ouverture sur un corner tiré par Mohammed et repris plein axe par Bakkali (1-0, 29’),,. Les hommes de Vanderlei doublent la mise sur un nouveau service de Mohammed qui trouvait plein axe El Mesrar pour le but du break (2-0, 31’),,.
| Titulaires :    |                     |  |
|                 |                     |  |
| 1               | Louis Marquet       |  |
| 5               | Bilal Bakkali       |  |
| 17              | Souheil Mouhoudine  |  |
| 18              | Soufiane El Mesrar  |  |
| 19              | Abdessamad Mohammed |  |
|                 |                     |  |
| Remplaçants :   |                     |  |
| 4               | Thomas Lemarie      |  |
| 6               | Milo Morice         |  |
| 7               | Khalid Amzil        |  |
| 8               | Kaique Ivo          |  |
| 10              | Diego Napoles       |  |
| 11              | Anas Bakkali        |  |
| 12              | Jules Amiard        |  |
|                 |                     |  |
| Entraîneur :    |                     |  |
| André Vanderlei |                     |  |

| Titulaires :   |                    |  |
|                |                    |  |
| 12             | Laion De Freitas   |  |
| 3              | Thiago Bolinha     |  |
| 6              | Éder Schade        |  |
| 10             | Alexandre Teixeira |  |
| 11             | Boulaye Ba         |  |
|                |                    |  |
| Remplaçants :  |                    |  |
| 1              | Ibrahima Square    |  |
| 5              | Jonathan Chaulet   |  |
| 7              | Ayoub Saadaoui     |  |
| 8              | Sid Ahmed Belhaj   |  |
| 17             | Steven Ndukuta     |  |
| 18             | Samba Kebe         |  |
| 19             | Youba Soumaré      |  |
|                |                    |  |
| Entraîneur :   |                    |  |
| Rodolphe Lopes |                    |  |

| Titulaires :    |                     |  |
|                 |                     |  |
| 1               | Louis Marquet       |  |
| 5               | Bilal Bakkali       |  |
| 17              | Souheil Mouhoudine  |  |
| 18              | Soufiane El Mesrar  |  |
| 19              | Abdessamad Mohammed |  |
|                 |                     |  |
| Remplaçants :   |                     |  |
| 4               | Thomas Lemarie      |  |
| 6               | Milo Morice         |  |
| 7               | Khalid Amzil        |  |
| 8               | Kaique Ivo          |  |
| 10              | Diego Napoles       |  |
| 11              | Anas Bakkali        |  |
| 12              | Jules Amiard        |  |
|                 |                     |  |
| Entraîneur :    |                     |  |
| André Vanderlei |                     |  |

| Titulaires :   |                    |  |
|                |                    |  |
| 12             | Laion De Freitas   |  |
| 3              | Thiago Bolinha     |  |
| 6              | Éder Schade        |  |
| 10             | Alexandre Teixeira |  |
| 11             | Boulaye Ba         |  |
|                |                    |  |
| Remplaçants :  |                    |  |
| 1              | Ibrahima Square    |  |
| 5              | Jonathan Chaulet   |  |
| 7              | Ayoub Saadaoui     |  |
| 8              | Sid Ahmed Belhaj   |  |
| 17             | Steven Ndukuta     |  |
| 18             | Samba Kebe         |  |
| 19             | Youba Soumaré      |  |
|                |                    |  |
| Entraîneur :   |                    |  |
| Rodolphe Lopes |                    |  |

## Synthèse

### Tableau à partir des8esde finale
|  | Huitièmes de finale     | Huitièmes de finale  |                         |       | Quarts de finale     | Quarts de finale     |  |  | Demi-finales        | Demi-finales        |  |  | Finale                         | Finale                         |
|  | Huitièmes de finale     | Huitièmes de finale  |                         |       | Quarts de finale     | Quarts de finale     |  |  | Demi-finales        | Demi-finales        |  |  | Finale                         | Finale                         |
|  |                         |                      |                         |       |                      |                      |  |  |                     |                     |  |  |                                |                                |
|  | samedi 11 mars 16h00    | samedi 11 mars 16h00 |                         |       | samedi 8 avril 16h00 | samedi 8 avril 16h00 |  |  | samedi 20 mai 16h00 | samedi 20 mai 16h00 |  |  | samedi 10 juin 20h00, à Pessac | samedi 10 juin 20h00, à Pessac |
|  | samedi 11 mars 16h00    | samedi 11 mars 16h00 |                         |       | samedi 8 avril 16h00 | samedi 8 avril 16h00 |  |  | samedi 20 mai 16h00 | samedi 20 mai 16h00 |  |  | samedi 10 juin 20h00, à Pessac | samedi 10 juin 20h00, à Pessac |
|  | GOAL FC (D2)            | 4                    |                         |       | samedi 8 avril 16h00 | samedi 8 avril 16h00 |  |  | samedi 20 mai 16h00 | samedi 20 mai 16h00 |  |  | samedi 10 juin 20h00, à Pessac | samedi 10 juin 20h00, à Pessac |
|  | GOAL FC (D2)            | 4                    |                         |       | samedi 8 avril 16h00 | samedi 8 avril 16h00 |  |  | samedi 20 mai 16h00 | samedi 20 mai 16h00 |  |  | samedi 10 juin 20h00, à Pessac | samedi 10 juin 20h00, à Pessac |
|  | Elsass Pfastatt (D2)    | 1                    |                         |       | samedi 8 avril 16h00 | samedi 8 avril 16h00 |  |  | samedi 20 mai 16h00 | samedi 20 mai 16h00 |  |  | samedi 10 juin 20h00, à Pessac | samedi 10 juin 20h00, à Pessac |
|  | Elsass Pfastatt (D2)    | 1                    | GOAL FC (D2)            | 2     |                      |                      |  |  | samedi 20 mai 16h00 | samedi 20 mai 16h00 |  |  | samedi 10 juin 20h00, à Pessac | samedi 10 juin 20h00, à Pessac |
|  | samedi 11 mars 16h15    |                      | GOAL FC (D2)            | 2     |                      |                      |  |  | samedi 20 mai 16h00 | samedi 20 mai 16h00 |  |  | samedi 10 juin 20h00, à Pessac | samedi 10 juin 20h00, à Pessac |
|  | Étoile lavalloise (D1)  | 6                    |                         |       |                      |                      |  |  | samedi 20 mai 16h00 | samedi 20 mai 16h00 |  |  | samedi 10 juin 20h00, à Pessac | samedi 10 juin 20h00, à Pessac |
|  | Étoile lavalloise (D1)  | 6                    | Paris ACASA (D1)        | 1     |                      |                      |  |  | samedi 20 mai 16h00 | samedi 20 mai 16h00 |  |  | samedi 10 juin 20h00, à Pessac | samedi 10 juin 20h00, à Pessac |
|  | samedi 8 avril 16h00    |                      | Paris ACASA (D1)        | 1     |                      |                      |  |  | samedi 20 mai 16h00 | samedi 20 mai 16h00 |  |  | samedi 10 juin 20h00, à Pessac | samedi 10 juin 20h00, à Pessac |
|  | Étoile lavalloise (D1)  | 5                    |                         |       |                      |                      |  |  | samedi 20 mai 16h00 | samedi 20 mai 16h00 |  |  | samedi 10 juin 20h00, à Pessac | samedi 10 juin 20h00, à Pessac |
|  | Étoile lavalloise (D1)  | 5                    | Étoile lavalloise (D1)  | 17    |                      |                      |  |  |                     |                     |  |  | samedi 10 juin 20h00, à Pessac | samedi 10 juin 20h00, à Pessac |
|  | samedi 11 mars 17h00    |                      | Étoile lavalloise (D1)  | 17    |                      |                      |  |  |                     |                     |  |  | samedi 10 juin 20h00, à Pessac | samedi 10 juin 20h00, à Pessac |
|  | Mouvaux Lille MF (D1)   | 0                    |                         |       |                      |                      |  |  |                     |                     |  |  | samedi 10 juin 20h00, à Pessac | samedi 10 juin 20h00, à Pessac |
|  | Mouvaux Lille MF (D1)   | 0                    | CF Colmar               | 2     |                      |                      |  |  |                     |                     |  |  | samedi 10 juin 20h00, à Pessac | samedi 10 juin 20h00, à Pessac |
|  | samedi 20 mai 18h30     |                      | CF Colmar               | 2     |                      |                      |  |  |                     |                     |  |  | samedi 10 juin 20h00, à Pessac | samedi 10 juin 20h00, à Pessac |
|  | Mouvaux Lille MF (D1)   | 5                    |                         |       |                      |                      |  |  |                     |                     |  |  | samedi 10 juin 20h00, à Pessac | samedi 10 juin 20h00, à Pessac |
|  | Mouvaux Lille MF (D1)   | 5                    | Mouvaux Lille MF (D1)   | 3     |                      |                      |  |  |                     |                     |  |  | samedi 10 juin 20h00, à Pessac | samedi 10 juin 20h00, à Pessac |
|  | samedi 11 mars 15h00    |                      | Mouvaux Lille MF (D1)   | 3     |                      |                      |  |  |                     |                     |  |  | samedi 10 juin 20h00, à Pessac | samedi 10 juin 20h00, à Pessac |
|  | UJS Toulouse (D1)       | 2                    |                         |       |                      |                      |  |  |                     |                     |  |  | samedi 10 juin 20h00, à Pessac | samedi 10 juin 20h00, à Pessac |
|  | UJS Toulouse (D1)       | 2                    | Saint-Max Futsal (dép.) | 4     |                      |                      |  |  |                     |                     |  |  | samedi 10 juin 20h00, à Pessac | samedi 10 juin 20h00, à Pessac |
|  | samedi 8 avril 20h00    |                      | Saint-Max Futsal (dép.) | 4     |                      |                      |  |  |                     |                     |  |  | samedi 10 juin 20h00, à Pessac | samedi 10 juin 20h00, à Pessac |
|  | UJS Toulouse (D1)       | 9                    |                         |       |                      |                      |  |  |                     |                     |  |  | samedi 10 juin 20h00, à Pessac | samedi 10 juin 20h00, à Pessac |
|  | UJS Toulouse (D1)       | 9                    | Étoile lavalloise       | 2     |                      |                      |  |  |                     |                     |  |  |                                |                                |
|  | samedi 11 mars 17h30    |                      | Étoile lavalloise       | 2     |                      |                      |  |  |                     |                     |  |  |                                |                                |
|  |                         | Sporting Paris       | 0                       |       |                      |                      |  |  |                     |                     |  |  |                                |                                |
|  | Attainville Futsal (R2) | Sporting Paris       | 0                       | 4     |                      |                      |  |  |                     |                     |  |  |                                |                                |
|  | Attainville Futsal (R2) |                      |                         | 4     |                      |                      |  |  |                     |                     |  |  |                                |                                |
|  | Béthunes Futsal (D1)    | 7                    |                         |       |                      |                      |  |  |                     |                     |  |  |                                |                                |
|  | Béthunes Futsal (D1)    | 7                    | Béthunes Futsal (D1)    | 3 (1) |                      |                      |  |  |                     |                     |  |  |                                |                                |
|  | samedi 11 mars 18h30    |                      | Béthunes Futsal (D1)    | 3 (1) |                      |                      |  |  |                     |                     |  |  |                                |                                |
|  | Toulon ÉF (D1)          | 3 (3)                |                         |       |                      |                      |  |  |                     |                     |  |  |                                |                                |
|  | Toulon ÉF (D1)          | 3 (3)                | Toulon ÉF (D1)          | 6     |                      |                      |  |  |                     |                     |  |  |                                |                                |
|  | samedi 8 avril 16h00    |                      | Toulon ÉF (D1)          | 6     |                      |                      |  |  |                     |                     |  |  |                                |                                |
|  | Reims MF (D2)           | 1                    |                         |       |                      |                      |  |  |                     |                     |  |  |                                |                                |
|  | Reims MF (D2)           | 1                    | Toulon ÉF (D1)          | 1     |                      |                      |  |  |                     |                     |  |  |                                |                                |
|  | samedi 11 mars 16h00    |                      | Toulon ÉF (D1)          | 1     |                      |                      |  |  |                     |                     |  |  |                                |                                |
|  | Sporting Paris (D1)     | 6                    |                         |       |                      |                      |  |  |                     |                     |  |  |                                |                                |
|  | Sporting Paris (D1)     | 6                    | Rennes TA (R1)          | 0     |                      |                      |  |  |                     |                     |  |  |                                |                                |
|  |                         |                      | Rennes TA (R1)          | 0     |                      |                      |  |  |                     |                     |  |  |                                |                                |
|  | Sporting Paris (D1)     | 4                    |                         |       |                      |                      |  |  |                     |                     |  |  |                                |                                |
|  | Sporting Paris (D1)     | 4                    | Sporting Paris (D1)     | 5     |                      |                      |  |  |                     |                     |  |  |                                |                                |
|  | match non joué          |                      | Sporting Paris (D1)     | 5     |                      |                      |  |  |                     |                     |  |  |                                |                                |
|  | Nantes MF (D1)          | 1                    |                         |       |                      |                      |  |  |                     |                     |  |  |                                |                                |
|  | Nantes MF (D1)          | 1                    | Nantes MF (D1)          | 3     |                      |                      |  |  |                     |                     |  |  |                                |                                |
|  |                         |                      | Nantes MF (D1)          | 3     |                      |                      |  |  |                     |                     |  |  |                                |                                |
|  | Garges Djibson (D2)     | 0                    |                         |       |                      |                      |  |  |                     |                     |  |  |                                |                                |

### Nombre d'équipes par division et par tour
| Divisions / Manches  | 32es de finale | 16es de finale | 8es de finale | Quarts de finale | Demi-finales  | Finale        |
| -------------------- | -------------- | -------------- | ------------- | ---------------- | ------------- | ------------- |
| Division 1 (D1)      | 11             | 10             | 8             | 7                | 4             | 2             |
| Division 2 (D2)      | 12             | 6              | 4             | 1                | Aucune équipe | Aucune équipe |
| Régional 1 (R1)      | 28             | 12             | 2             | Aucune équipe    | Aucune équipe | Aucune équipe |
| Régional 2 (R2)      | 6              | 3              | 1             | Aucune équipe    | Aucune équipe | Aucune équipe |
| Départemental 1 (1D) | 5              | 1              | 1             | Aucune équipe    | Aucune équipe | Aucune équipe |
| Départemental 2 (2D) | 1              | Aucune équipe  | Aucune équipe | Aucune équipe    | Aucune équipe | Aucune équipe |
| Total                | 63             | 32             | 16            | 8                | 4             | 2             |

1. ↑  L’Entente Sorcy Void Vacon n’est pas classée dans un championnat de futsal.

### Nombre d'équipes par Ligue régionale et par tour
| Ligue                   | 32es de finale | 16es de finale | 8es de finale | Quarts de finale | Demi-finales | Finale | Vainqueur |
| ----------------------- | -------------- | -------------- | ------------- | ---------------- | ------------ | ------ | --------- |
| Pays de la Loire        | 6              | 5              | 2             | 2                | 1            | 1      | 1         |
| Paris Île-de-France     | 11             | 6              | 4             | 1                | 1            | 1      | 0         |
| Hauts-de-France         | 9              | 4              | 2             | 2                | 1            | 0      | 0         |
| Méditerranée            | 4              | 2              | 2             | 1                | 1            | 0      | 0         |
| Auvergne-Rhône-Alpes    | 5              | 3              | 1             | 1                | 0            | 0      | 0         |
| Occitanie               | 4              | 2              | 1             | 1                | 0            | 0      | 0         |
| Grand-Est               | 8              | 6              | 3             | 0                | 0            | 0      | 0         |
| Bretagne                | 5              | 2              | 1             | 0                | 0            | 0      | 0         |
| Normandie               | 3              | 1              | 0             | 0                | 0            | 0      | 0         |
| Centre-Val de Loire     | 1              | 1              | 0             | 0                | 0            | 0      | 0         |
| Bourgogne-Franche-Comté | 4              | 0              | 0             | 0                | 0            | 0      | 0         |
| Nouvelle-Aquitaine      | 3              | 0              | 0             | 0                | 0            | 0      | 0         |
| Corse                   | 1              | 0              | 0             | 0                | 0            | 0      | 0         |
| Total                   | 64             | 32             | 16            | 8                | 4            | 2      | 1         |

### Parcours des clubs nationaux

#### Division 2
Sept clubs de D2 sont éliminés dès leur entrée en lice lors des finales régionales.
| Clubs                  | Finales régionales                      | 32es de finale              | 16es de finale               | 8es de finale      | Quarts de finale | Demis finale | Finale |
| ---------------------- | --------------------------------------- | --------------------------- | ---------------------------- | ------------------ | ---------------- | ------------ | ------ |
| Reims Métropole Futsal | V 8-4 vs FC Saint-Martin                | V 5-4 vs Sengol Futsal 77   | V 5-3 a.p. vs Orléans Futsal | D 1-6 vs Toulon ÉF | -                | -            | -      |
| Nantes Doulon BF       | V 3-2 vs Sporting Trelaze               | V 3-0 vs AJ aulnaysienne    | D 2-5 vs Rennes TA           | -                  | -                | -            | -      |
| Hérouville Futsal      | V 15-3 vs Caucriauville Futsal          | D 5-11 vs Nantes MF         | -                            | -                  | -                | -            | -      |
| AS Avion               | V 10-3 vs Roubaix Hem Métro             | D 4-5 vs Attainville Futsal | -                            | -                  | -                | -            | -      |
| Pessac FC              | V 7-1 vs RC Niortais                    | D 5-7 vs Marcouville CCP    | -                            | -                  | -                | -            | -      |
| Lille Métropole        | D 7-8 vs Creil Futsal                   | -                           | -                            | -                  | -                | -            | -      |
| Cœur de Sambre         | D 1-2 vs Pont Deule Futsal              | -                           | -                            | -                  | -                | -            | -      |
| EU Torcy               | D 6-10 vs Garges Djibson                | -                           | -                            | -                  | -                | -            | -      |
| Bastia Agglo           | D 3-7 vs AC Ajaccio                     | -                           | -                            | -                  | -                | -            | -      |
| Futsal Paulista        | D 1-1 (8-9 t.a.b.) vs US Créteil Futsal | -                           | -                            | -                  | -                | -            | -      |

V = Victoire / D = Défaite / vs = contre
| Clubs                   | Finales régionales            | 32es de finale                            | 16es de finale          | 8es de finale                   | Quarts de finale           | Demis finale | Finale |
| ----------------------- | ----------------------------- | ----------------------------------------- | ----------------------- | ------------------------------- | -------------------------- | ------------ | ------ |
| GOAL Futsal Club        | V 5-3 AS Martel Caluire       | V 10-3 vs Vénissieux Football Club        | V 4-2 vs Aulnay Futsal  | V 4-1 vs Elsass Pfastatt Futsal | D 2-6 vs Étoile lavalloise | -            | -      |
| Elsass Pfastatt Futsal  | V 14-8 vs ES Witry Les Reims  | V 10-2 vs Besançon Académie Futsal        | V 4-1 vs FC Kingersheim | D 1-4 vs GOAL FC                | -                          | -            | -      |
| Garges Djibson          | V 10-6 vs EU Torcy            | V 7-6 vs SC Lure                          | V 9-3 vs L’Ile D’Elle   | D 0-3 vs Nantes MF              | -                          | -            | -      |
| Plaisance-Pibrac Futsal | V 2-0 vs Toulouse Métropole   | V 7-7 (3-1 t.a.b.) vs Minots de Marseille | D 0-6 vs UJS Toulouse   | -                               | -                          | -            | -      |
| AC Ajaccio              | V 7-3 vs Bastia Agglo         | D 4-9 vs Orléans Futsal                   | -                       | -                               | -                          | -            | -      |
| Sengol Futsal 77        | V 6-4 vs Goussainville FC     | D 4-5 vs Reims MF                         | -                       | -                               | -                          | -            | -      |
| Montpellier MF          | V 11-2 vs Futsal Paus Catalan | D 3-9 vs AS Saint-Priest                  | -                       | -                               | -                          | -            | -      |
| AS Martel Caluire       | D 3-5 vs GOAL FC              | -                                         | -                       | -                               | -                          | -            | -      |
| Neuhof Futsal           | D 5-6 vs Futsal Behren        | -                                         | -                       | -                               | -                          | -            | -      |

V = Victoire / D = Défaite / vs = contre

#### Division 1
| Clubs                  | 32es de finale                      | 16es de finale               | 8es de finale               | Quarts de finale                     | Demi-finales                | Finale                 |
| ---------------------- | ----------------------------------- | ---------------------------- | --------------------------- | ------------------------------------ | --------------------------- | ---------------------- |
| Étoile lavalloise      | V 10-1 vs CPB Bréquigny             | V 5-3 vs Marcouville CCP     | V 5-1 vs Paris ACASA        | V 6-2 vs GOAL FC                     | V 17-0 vs Mouvaux LMF       | - vs Sporting Paris    |
| Sporting Paris         | V 4-2 vs Creil Futsal               | V 5-2 vs A. Nantaise Futsal  | V 4-0 vs Rennes TA          | V 5-1 vs Nantes MF                   | V 6-1 vs Toulon ÉF          | - vs Étoile lavalloise |
| Mouvaux LMF            | V 7-3 vs Neuilly FC 92              | V 11-3 vs SU Dives Cabourg   | V 5-2 vs CF Colmar          | V 3-2 vs UJS Toulouse                | D 0-17 vs Étoile lavalloise | -                      |
| Toulon ÉF              | V 12-0 vs Issole futsal club        | V 7-5 vs ALF Futsal          | V 6-1 vs Reims MF           | V 3-3 (3-1 t.a.b.) vs Béthune Futsal | D 1-6 vs Sporting Paris     | -                      |
| Béthune Futsal         | V 6-1 vs USL Dunkerque              | V 9-3 vs Sporting Strasbourg | V 7-4 vs Attainville Futsal | D 3-3 (1-3 t.a.b.) vs Toulon ÉF      | -                           | -                      |
| Nantes MF T            | V 11-5 vs Hérouville Futsal         | V 14-1 vs Plouzané ACF       | V 3-0 vs Garges Djibson     | D 1-5 vs Sporting Paris              | -                           | -                      |
| UJS Toulouse           | V 9-2 vs Montbéliard Belfort FC     | V 6-0 vs Plaisance All Stars | V 9-4 vs Saint-Max Futsal   | D 2-3 vs Mouvaux LMF                 | -                           | -                      |
| Paris ACASA            | V 7-3 vs ES parisienne              | V 6-0 vs Pont Deule Futsal   | D 1-5 vs Étoile lavalloise  | -                                    | -                           | -                      |
| Kingersheim Futsal     | V 2-1 vs Helesmes Futsal            | D 1-4 vs Elsass Pfastatt     | -                           | -                                    | -                           | -                      |
| Marcouville CCP        | V 7-5 vs Pessac FC                  | D 3-5 vs Étoile lavalloise   | -                           | -                                    | -                           | -                      |
| Kremlin-Bicêtre futsal | D 5-5 (3-4 t.a.b.) vs Aulnay Futsal | -                            | -                           | -                                    | -                           | -                      |

V = Victoire / D = Défaite / vs = contre